# NGC 6745
NGC 6745 (المعروف أيضا باسم UGC 11391) هي مجرة غير منتظمة تبعد حوالي 206 مليون سنة ضوئية تقع في كوكبة القيثارة (كوكبة). وهي في الواقع عبارة عن ثلاثة مجرات في عملية إصطدام.
حيث اصطدمت المجرات الثلاث قبل مئات الملايين من السنين. بعد مرورها عبر المجرة الأكبر (NGC 6745A)، وأصغرها (NGC 6745B). المجرة الأكبر كانت على الأرجح مجرة حلزونية قبل الاصطدام ولكن تضررت وتبدو الآن غريبة. ومن غير المحتمل أن تصطدم أي نجوم في المجرتين مباشرة بسبب المسافات الشاسعة بينهما. غير أن الغاز والغبار والمجالات المغناطيسية المحيطة بالمجرات تتفاعل مباشرة. ونتيجة لهذا التفاعل قد تكون المجرة الصغيرة قد فقدت معظم وسطها من النجوم.

## وصلات خارجية
- NGC 6745 على موقع ويكي سكاي: DSS2, SDSS, GALEX, IRAS, Hydrogen α, X-Ray, Astrophoto, Sky Map, Articles and images